# آتشفشان وونچی
آتشفشان وونچی (به لاتین: Wonchi) یک کوه و آتشفشان است که در اتیوپی واقع شده‌است. آتشفشان وونچی ۳٬۴۵۰ متر بالاتر از سطح دریا واقع شده‌است.